# Another Dimension of Pain
Another Dimension of Pain (englisch Eine andere Dimension des Schmerzes) ist das im Dezember 2014 erstveröffentlichte Debütalbum der Funeral-Doom-Band Oktor. Die Veröffentlichung bescherte der Gruppe einen internationalen Popularitätssprung.
Konzeptionell wurde das Album von Jan Rajkow-Krzywicki auf Emotionen, die Körper und Geist übernehmen, bestimmen und lähmen, hin ausgerichtet. Die Musik soll die Stimmung aufgreifen, um die Atmosphäre des Albums daraufhin auszurichten. Entsprechend besteht die Musik aus tief gestimmten und langsam gespielten Gitarren, leichten Melodien und tiefem Gesang. Das Album hebt sich unter anderem durch mehrere Piano-Zwischenspiele im Genre ab.

## Entstehung
In dem von Jerzy Rajkow-Krzywicki betriebenen Pinesound Studio in Podkowa Leśna fanden die Aufnahmen zu Another Dimension of Pain statt. Nach langem Pre-Produktionsprozess mit vielen Proben und gemeinsamen Übungsstunden übernahm Jerzy Rajkow-Krzywicki die Aufgabe der Musikproduktion und der vollständigen Tontechnik. Jerzy Rajkow-Krzywick spielte Gitarre, E-Bass, Keyboard und Schlagzeug ein, Jan Rajkow-Krzywicki Gitarre und Schlagzeug. Die Brüder brachten beide gutturales Growling ein, während Piotr Kucharek mit klarer Stimme sang.

### Konzept
Another Dimension of Pain wird von Jan Rajkow-Krzywicki als Konzeptalbum beschrieben. Das Hauptthema beziehe sich auf Emotionen, die Körper und Geist übernehmen, bestimmen und lähmen. Hierbei beschreibt er die Wirkung dieser Emotionen als infektiös im Hinblick auf das eigene Denken. „Diese Emotionen infizieren die Gedanken, bringen Zweifel und provozieren einen inneren Kampf darum den Zweifel zu überwinden.“ Aufbauend auf dieser Idee sind die Titel der zentralen Musikstücke „auf eine andere Art von Lähmung“ bezogen. Die diese Titel rahmenden Stücke sind ein Intro und Interludes, deren Titel zusammengefasst den Albumtitel ergeben.
Das lyrische Konzept spiegele zugleich „persönlichen Moment“ im Leben von Jan Rajkow-Krzywicki wider und sei im Versuch entstanden, „so persönlich wie möglich zu bleiben“. Aufgrund der emotionalen Nähe behält er weitere Informationen zu den Inhalten zurück, verweist jedoch darauf, dass das „Schreiben und Singen“ katharsische Funktion für ihn einnehme.

### Gastmusiker
An den Aufnahmen beteiligten sich neben den Bandmitgliedern drei Gastsänger. Jakub Grobelny der mit Kucharek gemeinsam bei Eternal Tear spielte. Kacper Gugała der mit den Brüdern Rajkow-Krzywicki gemeinsam in der Band Thesis spielte und Matti Tilaeus von Skepticism, der sich nach einem kurzen Chat mit Jerzy Rajkow-Krzywick bereit erklärte, sich an den Aufnahmen zu beteiligen.

„Matti stimmte ohne darüber nachzudenken zu. Wir schickten ihm die Texte, Musik und ein paar Rahmenideen, er buchte ein Studio und schickte uns seinen Teil zurück. Ich hätte nie gedacht, dass wir mit einer solchen Legende zusammenarbeiten können. Ein weiterer Traum wurde wahr.“

Die beiden anderen Gastsänger waren intensiver in die Entstehung eingebunden und trugen phasenweise zu der weiteren konzeptionellen Ausgestaltung der Stücke bei. Die als Interlude und Intro genutzten Piano-Stücke improvisierte der Vater von Jan und Jerzy Rajkow-Krzywicki Jacek Rajkow-Krzywicki im Aufnahmestudio, nachdem diese auf die Idee zu der Verwendung solcher Zwischenspiele kamen. Die Stücke sollten dazu dienen, den Hörer einzufangen und das Gefühl einer sprichwörtlichen „Ruhe vor dem Sturm“ vermitteln.

## Albuminformationen
Das 2014 erstmals veröffentlichte Album enthält acht separate Stücke, die eine Gesamtspielzeit von 54:29 Minuten haben. Zur Zeit der Aufnahme und Veröffentlichung bestand die Band aus den Brüdern Jerzy und Jan Rajkow-Krzywick sowie dem Sänger Piotr Kucharek.

### Veröffentlichung
Another Dimension of Pain wurde am 15. Dezember 2014 als CD via Solitude Productions veröffentlicht. Im Jahr 2019 erschien das Album als Download auf der Bandcamp-Seite des Labels. Das Album wurde mit acht separaten Stücken und einer Spieldauer von 54:29 Minuten erstveröffentlicht. An diesem Umfang des Albums wurden bei später erschienenen Auflagen keine Änderungen vorgenommen. Auch ergänzendes Bonusmaterial wurde nicht hinzugefügt.

### Gestaltung
Das Cover wurde von Przemysław Galert, der in der Vergangenheit bereits einige wenige Gestaltungen für polnische Bands übernommen hatte, gestaltet. Die Musiker von Oktor kontaktierten Galert, nachdem diese sich für sein Werk begeisterten. Die Musiker sandten dem Künstler nach einer kurzen Absprache Demoaufnahmen der Songs und der Texte ohne ausführliche Erklärungen dazu, woran orientiert Galert das Bild entwarf.
Das in Sand- und Ockertönen gestaltete Bild zeigt im unteren Drittel des Bildes Schultern und Kopf einer gekrümmten Person, die ihre Hände auf den kahlen Kopf legt. Aus dem Kopf ragen fünf mit Dornen besetzte rote Ranken. Chris Hood beschreibt das Bild in seiner für Doom-Metal.com verfassten Rezension des Albums als „einen Mann, der seinen Kopf qualvoll umklammert, als zahlreiche dornige Äste aus seinem Schädel herausplatzen.“
Das Motiv der Ranken oder Äste wird in der Heftgestaltung sowie auf der Rückseite der Umverpackung fortgesetzt. Auf der Rückseite sind eine Titelliste und Angaben zu den Aufnahmen auf dem Bild Undone, das ebenfalls von Przemysław Galert stammt. Es zeigt eine Ranke, die auf der Mittellinie vom oberen Rand herab eine Schlaufe bildet und um die ein Henkersknoten geknüpft ist. Im Inneren des Begleitheftes werden weitere von den Ranken durchbohrte Körperpartien gezeigt. Jan Rajkow-Krzywicki lobte die Gestaltung als die perfekte Verkörperung der Inhalte und der angestrebten Stimmung des Albums.
Chaim Drishner von Chronicles of Chaos hob die Gestaltung ebenso als besonders hervor und nannte sie „intensiv und einzigartig“ sowie „exquisit, elegant und präzise“. Es sei die grafische Vermittlung der geistigen und körperlichen „Essenz von Trauer und Schmerz“.

„Die Kunst mag nicht die komplizierteste oder visuell attraktivste sein, aber sie strahlt das ‚Gefühl‘ eines enormen Schmerzes auf so starke Weise aus, dass selten eine solche Verkörperung des Leidens in anderen grafischen Kunstwerken zu finden ist.“

### Titelliste
1. Another: 2:10 (Musik: Jacek Rajkow-Krzywicki)
2. Conscious Somatoform Paradise: 12:38 (Musik: Jerzy und Jan Rajkow-Krzywicki, Text: Jan Rajkow-Krzywicki)
3. Dimension: 1:20 (Musik: Jacek Rajkow-Krzywicki)
4. Mental Paralysis: 17:24 (Musik: Jerzy und Jan Rajkow-Krzywicki, und Text: Jan Rajkow-Krzywicki)
5. Of: 0:56 (Musik: Jacek Rajkow-Krzywicki)
6. Hemiparesis of the Soul: 13:44 (Musik: Jerzy und Jan Rajkow-Krzywicki, und Text: Jan Rajkow-Krzywicki)
7. Pain: 1:33 (Musik: Jacek Rajkow-Krzywicki)
8. Undone: 4:45 (Musik: Jacek Rajkow-Krzywicki, Text: Jan Rajkow-Krzywicki)

### Stil
Die auf Another Dimension of Pain präsentierte Musik wird von Rezensenten als „Genretypisch“ Funeral Doom und in der Tradition der Veröffentlichungen von Solitude Productions stehend beschrieben. Dennoch weise das Album „Ambitionen hinsichtlich Stimmungsaufbau und dichter Atmosphäre“ auf. Als „ambitioniert und eigenwillig“ beschrieb auch Björn Backes von Powermetal.de das Album. Neben Skepticism verweisen Rezensenten hierbei auf Novembre, Anathema, The Foreshadowing, Morgion, Celestial Season, Saturnus und My Dying Bride und nennen Bezüge zu Gothic Metal und Death Doom.
Dem Genre entsprechend zeichnet es sich durch geringes Tempo aus. Während sich Piano-Zwischenstücke und Metal-Stücke abwechseln, bleibt das Metrum durchgehend langsam. Die Metal-Sücke variieren das Metrum nur geringfügig. Von Conscious Somatoform Paradise mit 100 bpm bis zu Hemiparesis of the Soul mit 110 bpm. Das Metrum der Pianostücke bleibt zumeist deutlich langsamer. Während Another, Dimension und Undone zwischen 67 und 80 bpm liegen, heben sich mit 59 bpm das Stückes Of als langsamstes und mit 139 bpm das Stück Pain als schnellstes ab.
Sven Lattemann nennt die Musik in seiner für Metal.de verfassten Besprechung „Genregemäß“ und beschreibt die Stilmittel als dominierende „tiefe, schleppende Gitarren in Verbindung mit leichteren Melodien und einer tiefen Gesangsstimme“. Die Gruppe kombiniert eine klare und gesprochene Stimme mit tiefem Growling. Indes verweisen weitere Rezensenten auf die Piano-Zwischenstücke, den Einsatz einer Violine und eine kreative Offenheit, die Another Dimension of Pain von anderen Veröffentlichungen im Genre abheben und die atmosphärischen Ambitionen verdeutlichen.
Die Tonart variiert zwischen den Stücken, das Album ist jedoch überwiegend im Moll gehalten. Another wurde in c-Moll geschriebene, Conscious Somatoform Paradise in a-Moll, Dimension in C-Dur, Mental Paralysis in D-Dur, Of in As-Dur, Hemiparesis of the Soul in a-Moll, Pain in f-Moll, und das Abschlussstück Undone wie das Eingangsstück in c-Moll.

## Rezeption
Das Album erfuhr eine internationale Rezeption. Vidur Paliwal mutmaßte im Webzine des Labels Transcending Obscurity Records, dass sich Oktor damit eine „weltweit beträchtliche Fangemeinde“ erschlossen hätte. Dabei variierten die Rezensionen von negativen über betont positive Wertungen hin zu rigorosen Höchstnoten. Einige Rezensenten nahmen das Album als unausgewogen, langweilig oder steril wahr, während andere dem Album mit der Mutmaßung begegneten, dass Another Dimension of Pain das innovative und kreative Potential besäße, das gesamte Genre zu beleben und zu erneuern.
Mit drei von zehn Punkten und der Titulierung als „schmerzlos, steril und langweilig“ fiel das Urteil von Chaim Drishner für Chronicles of Chaos in Relation zu weiteren Besprechungen über Another Dimension of Pain besonders negativ aus. Für Sven Lattemann von Metal.de ließe Oktor auf dem Debüt „Ambitionen hinsichtlich Stimmungsaufbau und dichter Atmosphäre erkennen – erreich[e] jedoch viel zu selten die selbst gesetzten Ziele.“ Für Powermetal.de beschrieb Björn Backes das Album als Zwiegespalten „in den Passagen, in denen das neue Album seine Wirkung erziel[e, sei] es wahrhaftig gigantisch, in den übrigen wiederum einfach nur grottig.“

„Für Vertreter von Death Metal im Doomsound erscheinen die Polen insgesamt nicht zu derbe fies, denn das verhindern viele entspannte Parts, auch mit Synthies und cleaneren, fragilen Vocals wie bei neueren Anathema. Auf ihrem ersten Album lassen Oktor bei den Hörern aus Enttäuschung wegen fehlender Härtegrade nicht gleich Stränge von Dornen aus dem Schädel wachsen, wie dem Typen auf dem hellen Cover, doch das Material ist schon Doom und auch als solcher zu genießen.“

Auf Seiten des ungarischen Webzines femforgacs.hu schrieb boymester, dass Another Dimensiom of Pain mit dem Bestreben, intime Atmosphäre zu vermitteln, „nur teilweise erfolgreich“ sei. Das Album sei gerade mal als „Zeitvertreib“ für Genre-Liebhaber zu empfehlen. All, Rezensent des tschechischen Webzines Rumzine, nannte das Album wegen der Beteiligung des Skepticism-Sängers protegiert und in der Ausgestaltung ambitioniert, urteilte letzthin dennoch, dass das Ergebnis gerade „besserer Durchschnitt“ sei. In einer ähnlichen Beurteilung, seiner für das Aristocrazia Webzine verfassten Rezension, beschrieb Dope Fiend Another Dimension of Pain als Werk das „nicht vollständig überzeugt und die Wünsche erfahrener Hörer des Funeral Doom nicht richtig befriedigt“. Stefano Cavanna des italienischen Webzines In Your Ears urteilte ähnlich und kritisierte das Album als „fragmentiert“, überambitioniert und zerfasert.

„Allen Genrediskussionen zum Trotz vermittelt Oktor einen Stil, der Anhänger von Funeral Doom, Death Doom und Gothic Doom gleichermaßen ansprechen sollte. Dem der nach einer Band sucht, die Wellen süßen Leidens liefert, empfehle ich dringend, ‚Another Dimension of Pain‘.“

Für Ave Noctum lobte Peter Woods das Album bei 7,5 von zehn optionalen Punkten als „großartige[n] Fund und solide Veröffentlichung eines stets zuverlässigen Labels.“ Yves Pelgrims schrieb der Band für das niederländische Webzine Zware Metalen zu, sie könne den „Kern des Genres verfeinern und die Vielfalt bewahren“. Serge von Merchants of Air pries das Album als „absolutes Glanzlicht der aktuellen Doom-Szene“ an. Ähnlich hoch bewertete Jay S. von Teeth of the Devine das Debüt Oktors als „verdammt mörderisches Zeug“. WUJAS von Dark Planet schrieb Another Dimension of Pain sei „faszinierend, bewegend und voller Überraschungen. Eine unentdeckte Perle in einem Ozean von Grau.“ Für Brutalism besprach Hollow Lung das Another Dimension of Pain als „sehr erfrischendes Funeral-Doom-Album“ mit dem Potential das Interesse am Genre, sowie das Genre selbst zu erneuern. Auch Arcadio R. vom spanischen Friedhof Magazin sprach dem Album „Innovation“ und „Kreativität“ zu.